# エミーリオ・デ・ボーノ
エミーリオ・デ・ボーノ（Emilio De Bono, 1866年3月19日 - 1944年1月11日）は、イタリアの政治家、陸軍軍人。最終階級は陸軍元帥。ファシスト四天王の一人。

## 経歴

### 軍歴
1866年3月19日、イタリア王国の北部に位置するロンバルディア州の要衝カッサーノ・ダッダにジョヴァンニ・デ・ボーノの子として生まれる。デ・ボーノ家は爵位こそ持たなかったものの、バルラッシーナ伯家の血を引く由緒ある家柄であった 。テュリエ軍事アカデミー、モデナ陸軍士官学校を経て参謀畑を歩んだ。1911年、伊土戦争に陸軍将校として従軍している。
1916年、第一次世界大戦では参謀本部を離れて前線指揮に加わり、シチリア島で動員された第20歩兵旅団『トラパニ』を指揮した。翌年に第38師団の師団長に昇格、更に大戦末期のヴィットリオ・ヴェネトの戦いで第9軍団司令官を務めた。大戦での活躍でヴィットーリオ・エマヌエーレ3世からサヴォイア軍事勲章及び聖マウリッツィオ・ラザロ勲章を授与され、陸軍中将にまで昇進を果たした。

### 植民地戦争
1920年、戦後の人事に不満を持って軍を退役すると政界に意欲を示して保守政党に接近していたが、やがて退役軍人を支持基盤とする急進政党の国家ファシスト党と協力関係を結んだ。指導者ベニート・ムッソリーニからは党軍事部門である黒シャツ隊の司令官に任命され、退役軍人の後見役を務めた。党内では他の幹部より抜きんでた存在としてイタロ・バルボらと党四人官（ファシスト四天王）と呼ばれる様になり、1922年のローマ進軍でも他の四人官と陣頭指揮を執った。1922年、ムッソリーニが連立政権を樹立すると警察長官に任命されて民兵と警察組織を使った治安維持に従事した。本人は軍務大臣を熱望していたものの、同職には軍の英雄で上官でもあったアルマンド・ディアズ陸軍元帥が任命されている。
1925年、トリポリタニア総督に任命されて軍務に復帰した。1929年、ファシスト党右派の代表格であったルイージ・フェデルツォーニが植民地大臣を退任すると、後任の大臣に任命されて植民地政策を一任された。1932年、エリトリア総督領をエマヌエーレ3世が訪問した際にも随行している。
1935年、東アフリカ高等弁務官として第二次エチオピア戦争の総指揮を命じられたが、これが政治的・軍事的キャリアの頂点となった。元より開戦前から時間を掛けて少しずつエリトリアから進出する消極的な作戦を立てていたが、ムッソリーニから総力戦で臨む事を命じられて計画を修正した。
こうした背景にも拘わらず、過度に慎重な用兵で進軍が遅れた事から、国際社会の動向を睨んでいたムッソリーニの不興を買って同年中に更迭された。第1方面軍、第2方面軍、エリトリア植民地軍からなる遠征軍の指揮権はピエトロ・バドリオ元帥が引き継いだ。戦勝の栄誉もバドリオに奪われ、自身はロドルフォ・グラツィアーニ陸軍大将と元帥に昇進するに留まった。1937年、最高勲章である聖アヌンツィアータ勲章を受勲した。
年齢もあって政権への影響力は次第に低下し、軍や政府の中枢からは遠ざかっていった。バドリオは新たに成立した東アフリカ帝国の副王職を与えられ、バドリオが副王職を辞した後もグラツィアーニが任命された。

### 第二次世界大戦
第二次世界大戦が始まるとバルボ、バドリオ、グラツィアーニといった他の元帥らと軍備不足による参戦反対を主張したが、主戦派に転じたバドリオの翻意などによって参戦を押し留める事はできなかった。大戦中は主に本土の守備司令官を務めていたが、1943年7月25日のファシズム大評議会でムッソリーニ首相解任動議（グランディ決議）に賛成して、実質的にバドリオによる軍事クーデターを後押しした。その後、ヒトラーに救出されたムッソリーニが北イタリアにイタリア社会共和国を樹立してバドリオ政権がローマから逃亡すると、逃げ遅れて反逆者として拘束された。

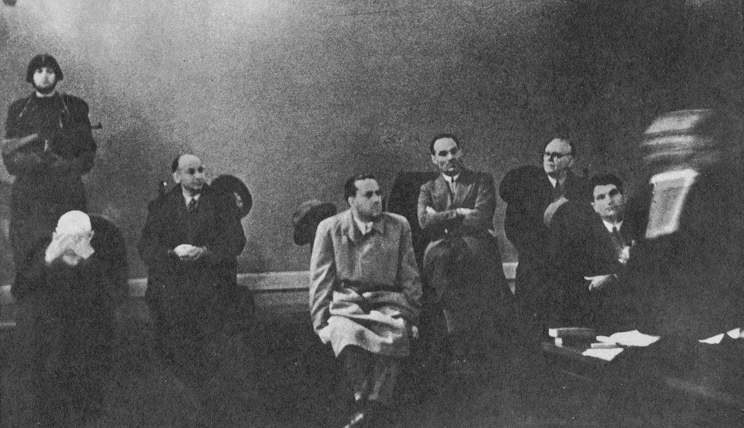
ヴェローナ裁判にて。左からデ・ボーノ、ゴッタルディ、チャーノ、パレスキ、マリネッリ、シアネッティ。

1944年、ヒトラーの強い要請に押されたムッソリーニは前外相ガレアッツォ・チャーノらクーデターへの参加者を裁く公開裁判をヴェローナで行わせた。裁判では国家反逆罪による死刑を言い渡され、判決時に顔を覆う仕草が記録されている。1944年1月11日、社会共和国軍の兵士らに祖国の裏切り者として銃殺された。

## 引用
1. ↑  De Bono, Laguerra, page 302
2. ↑  Mockler. Haile Sellassie's War. p.27
3. ↑  Baer, Test Case: Italy, Ethiopia, and the League of Nations, p. 12
4. ↑  Baer, Test Case: Italy, Ethiopia, and the League of Nations, p. 13
5. ↑  Barker, A. J., The Rape of Ethiopia 1936, p. 36
6. ↑  Barker, A. J., The Rape of Ethiopia 1936, p. 33
7. ↑  Bosworth, R. J. B., Mussolini's Italy, p. 514